# NACAM FIA
NACAM FIA es una asociación civil sin fines de lucro integrada por "las instituciones del automovilismo deportivo de los países de Norteamérica, en la República Mexicana, Centro América y del Caribe y Sur América; en Venezuela, Colombia, Ecuador, Perú y Guyana"; esta asociación fue constituida en 1993 en la Ciudad de México, en donde tiene su sede principal.

## Miembros
La Asociación fue fundada en 1993 y está integrada por los siguientes países:
- En Norteamérica:

Estados Unidos, Canadá y México
- En Centroamérica y el Caribe:

Barbados, Belice, Costa Rica, Cuba, El Salvador, Guatemala, Honduras, Jamaica, Panamá, Nicaragua, Puerto Rico, República Dominicana y Trinidad y Tobago
- En Sudamérica

Colombia, Ecuador, Guyana, Venezuela y Perú

## Estructura
Está integrada por diez comisiones de trabajo, quienes, a su vez, son las encargadas de organizar los campeonatos de cada una de sus especialidades y de ofrecer el apoyo técnico y médico respectivos.
Las Comisiones que integran la NACAM FIA son: 
- Comisión de Circuitos y de Seguridad
- Comisión de Rallies
- Comisión de Cross y de Todo Terreno
- Comisión de Aceleración (Dragsters)
- Comisión de Vehículos Históricos o Clásicos
- Comisión de Karting
- Comisión de Seguridad, Autódromos, Pistas y Circuitos
- Comisión de Reglamentos y de Calendarios
- Comisión Técnica y
- Comisión Médica.

## Campeonatos
Hasta abril de 2013, la NACAM FIA tenía organizados sólo dos campeonatos: el Rally NACAM, el cual desarrolla su sexta edición en ese año, y el Karting NACAM, del cual se habían realizado dos ediciones hasta 2012.